# Acantholycosa sundukovi
Acantholycosa sundukovi là một loài nhện trong họ Lycosidae.
Loài này thuộc chi Acantholycosa. Acantholycosa sundukovi được Yuri M. Marusik, Azarkina & Koponen miêu tả năm 2004.